# Mack (Ohio)
Mack es un lugar designado por el censo ubicado en el condado de Hamilton en el estado estadounidense de Ohio. En el Censo de 2010 tenía una población de 11585 habitantes y una densidad poblacional de 482,37 personas por km².

## Geografía
Mack se encuentra ubicado en las coordenadas 39°9′1″N 84°40′45″O / 39.15028, -84.67917. Según la Oficina del Censo de los Estados Unidos, Mack tiene una superficie total de 24.02 km², de la cual 24.02 km² corresponden a tierra firme y (0%) 0 km² es agua.

## Demografía
Según el censo de 2010, había 11585 personas residiendo en Mack. La densidad de población era de 482,37 hab./km². De los 11585 habitantes, Mack estaba compuesto por el 98.19% blancos, el 0.35% eran afroamericanos, el 0.11% eran amerindios, el 0.39% eran asiáticos, el 0.01% eran isleños del Pacífico, el 0.28% eran de otras razas y el 0.67% pertenecían a dos o más razas. Del total de la población el 0.63% eran hispanos o latinos de cualquier raza.